# Castello Roganzuolo
Castello Roganzuolo is een plaats (frazione) in de Italiaanse gemeente San Fior.

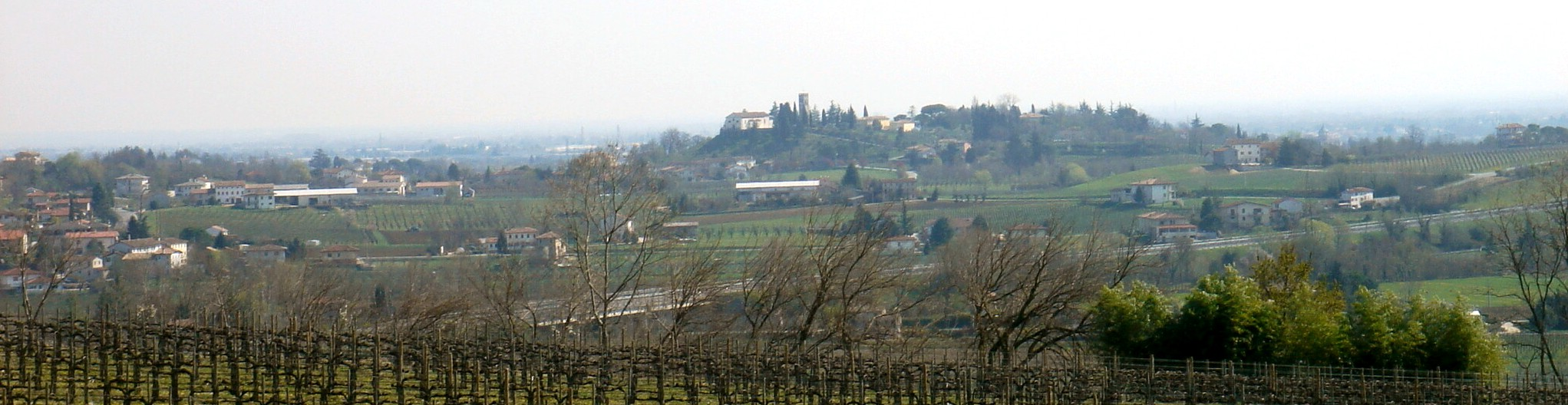
Uitzicht aan Castello Roganzuolo